# Соронбај Женбеков
Соронбај Шарипович Женбеков (кирг. Сооронбай Шарипович (Шарип уулу) Жээнбеков, Sooronbay Şaripoviç (Şarip uulu) Jéénbekov; 16. новембар 1958) киргиски је политичар који је био на функцији председника Киргистана од 2017. године до 2020. године, а претходно премијера Киргистана од 2016. године до 2017. године.
Са места председника повукао се 15. октобра 2020. године након масовних протеста опозиције због намештених парламентарних избора те године у Киргистану.